# .local
.local — псевдодомен верхнього рівня. Використовується у локальних мережах для ідентифікації хостів у протоколах мультікаст DNS (mDNS) технології zeroconf.
mDNS використовується у Bonjour (Mac OS X) та Avahi (Linux і BSD). При неможливості визначити доменне ім'я, комп'ютер ідентифікує себе як hostname.local .
Незважаючи на те що цей домен не коректний у Інтернеті, велику кількість запитів до публічних DNS-серверів становлять запити з цим доменом. У червні 2009 року кореневий сервер L отримував понад 400 таких запитів за секунду,
посідаючи 4-е місце у рейтингу DNS трафіку всіх доменів верхнього рівня після .com, .arpa та .net.